# Nationalstraße 110 (China)
Die chinesische Nationalstraße 110 (chinesisch 110国道, Pinyin 110 Guódào, englisch China National Highway 110), chin. Abk. G110, ist eine 1.357 km lange Fernstraße auf dem Gebiet der regierungsmittelbaren Stadt Peking, in der Provinz Hebei sowie den Autonomen Gebieten Innere Mongolei und Ningxia. Sie führt von der Hauptstadt Peking (Beijing) über Yanqing, Huailai, Wanquan, Jining, Baotou, Wuyuan, Linhe, Dengkou, Wuhai, Shizuishan in die Hauptstadt von Ningxia, Yinchuan.